# 渋谷区教育委員会
渋谷区教育委員会（しぶやくきょういくいいんかい）は、東京都区部のひとつである渋谷区の行政組織。
渋谷区内の教育、スポーツ振興、文化財等に関する事務を扱う行政委員会である。

## 所在地
- 教育委員会、教育委員会事務局
  - 東京都渋谷区宇田川町1-1 渋谷区役所内
- 学校、学校校外施設、幼稚園、図書館、郷土博物館、ユースセンター、スポーツ施設については渋谷区を参照のこと。

## 教育委員
- 1名教育長、1名の教育長職務代理者、4名の教育委員で構成される。
- 任期は教育長が3年、教育委員が4年である。
- 現在の教育長である五十嵐俊子は、東京都町田市の町田市立町田第五小学校校長などを経て、2021年4月1日に任命された[1]。GIGAスクール構想の推進者であり、「学校教育の情報化に関する懇談会」や「学びのイノベーション推進協議会」の委員を務めてきた[2] [3] [4]。